# Staroe Šajgovo
Staroe Šajgovo (in russo Старое Шайгово?; in lingua mokša: Сире Шяйгав) è un villaggio della Repubblica di Mordovia, Russia. È il centro amministrativo del distretto Starošajgovskij.
È situato sulla riva destra del fiume Sivin', 62 km a ovest della capitale Saransk.